# 荒木尚
荒木 尚（あらき ひさし、1932年1月16日 - 2020年1月15日）は、日本の国文学者。熊本大学名誉教授。
福岡県大牟田市生まれ。1954年熊本大学法文学部文学科卒、1957年早稲田大学大学院修士課程修了。1978年「今川了俊の研究」で早大文学博士。1956年熊本大学法学部助手、1962年講師、1964年教養部助教授、1970年法文学部助教授、1975年教授。1985－1987年図書館長、1997年定年退官、名誉教授、就実女子大学教授、、2010年瑞宝中綬章。

## 著書
- 『今川了俊の研究』笠間書院 1977
- 『中世文学叢考』和泉書院 2001

### 校訂・共編著
- 大内政弘『拾塵和歌集』校訂 西日本国語国文学会翻刻双書刊行会 1964
- 『高良玉垂宮神秘書同紙背』川添昭二他共編著 高良大社 1972
- 細川幽斎『新古今略注』編 笠間書院 1979
- 藤原定家『新勅撰和歌集 永青文庫本 20巻』編 古典文庫 1981
- 東常縁原著 細川幽斎補『新古今集聞書 幽斎本 本文と校異』編著 九州大学出版会 1986
- 『纂題和歌集 本文と索引』今井源衛、金原理、西丸妙子、迫徹朗共編 明治書院 1987
- 細川幽斎『百人一首注・百人一首(幽斎抄)』編 和泉書院 百人一首注釈書叢刊 1991
- 『藤孝事記』編 古典文庫 1993
- 『言塵集 本文と研究』編著 汲古書院 2008